# أندرياس درووغ
أندرياس درووغ (بالسويدية: Andreas Drugge)‏ (20 يناير 1983 ببوروس في السويد - ) هو لاعب كرة قدم سويدي في مركز الهجوم. شارك مع منتخب السويد تحت 21 سنة لكرة القدم. أما مع النوادي، فقد لعب مع نادي إلفسبورغ ونادي غوتبورغ ونادي هكن ونادي ديجرفورس وFK Tønsberg ‏ ونادي فالكنبرغ وIF Fram Larvik ‏ وغايس غوتنبرغ ونادي تريليبورج ‏.

## وصلات خارجية
- أندرياس درووغ على موقع اتحاد السويد (السويدية)
- أندرياس درووغ على موقع قاعدة بيانات كرة القدم.إي يو (الإنجليزية)
- أندرياس درووغ على موقع Soccerway.com (الإنجليزية)
- أندرياس درووغ على موقع عالم كرة القدم.نت (الإنجليزية)